# Paula Hawkins (Politikerin)

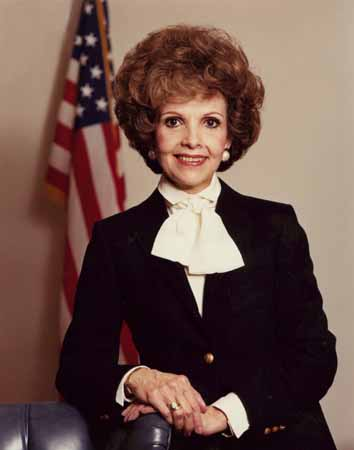
Paula Hawkins

Paula Hawkins (* 24. Januar 1927 in Salt Lake City, Utah als Paula Fickes; † 3. Dezember 2009 in Winter Garden, Florida) war eine US-amerikanische Politikerin (Republikanische Partei), die den Bundesstaat Florida im Senat der Vereinigten Staaten vertrat.

## Politischer Aufstieg in Florida
Nach dem Besuch der öffentlichen Schulen in Salt Lake City, Richmond und Atlanta setzte sie ihre Ausbildung von 1944 bis 1947 an der Utah State University fort. Ihr erstes öffentliches Amt bekleidete Paula Hawkins dann von 1972 bis 1979 als Mitglied der Public Service Commission, einer unabhängigen Regierungsagentur. Damit war sie die erste Frau, die in Florida in ein Amt auf Staatsebene gewählt wurde. Von 1979 bis 1980 fungierte sie als Vizepräsidentin der Fluggesellschaft Air Florida.
1974 bewarb Paula Hawkins sich erstmals um die Nominierung ihrer Partei für die Wahl zum US-Senat, unterlag aber Jack Eckerd. Als Eckerd 1978 für das Amt des Gouverneurs von Florida kandidierte, war Paula Hawkins Anwärterin auf den Posten der Vizegouverneurin. Den Sieg errangen aber der Demokrat Bob Graham und sein Running mate Wayne Mixson.

## US-Senatorin
Schließlich wurde Paula Hawkins 1980 von ihrer Partei als Senatskandidatin aufgestellt. Sie trat gegen den Demokraten Bill Gunter an, der bei den Vorwahlen Amtsinhaber Richard Stone besiegt hatte. Mit 52 Prozent der Wählerstimmen setzte Hawkins sich durch. Da Stone zwei Tage vor Ende seiner Amtszeit zurücktrat, konnte sie ihr Mandat bereits ab dem 1. Januar 1981 wahrnehmen. Sie war damit wiederum die erste Frau aus Florida, die ein politisches Amt auf Bundesebene bekleidete. 1986 trat sie zur Wiederwahl an, unterlag aber Bob Graham.
Paula Hawkins war die erste Senatorin, deren Ehemann ebenfalls nach Washington, D.C. zog. Der „Club der Senatorengattinnen“ (Senate wives club) wurde somit zum „Club der Senatorenehepartner“ (Senate spouses club).
Die der Glaubensgemeinschaft der Mormonen angehörende Paula Hawkins setzte sich nach ihrem Ausscheiden aus dem Senat in Winter Park (Florida) zur Ruhe.